# サレム数

レーマー多項式の根を図示したもの。x = 1.17628 付近に存在するサレム数が金色で示されている。

数学において、サレム数（サレムすう、英語: Salem number）とは、代数的整実数 α > 1 のうち、全ての共役根の絶対値が1以下で、そのうち少なくともひとつの絶対値がちょうど1に等しいものを言う。サレム数はディオファントス近似および調和解析で扱われる。ラファエル・サレムにちなんで命名された。

## 性質
絶対値1の根を持つため、サレム数の最小多項式は常に相反となる。すなわち 1/α も根の1つとなり、他全ての根は絶対値がちょうど1となる。それゆえ α は常に代数学的整数環のノルム1の可逆元となる。
すべてのサレム数はペロン数（代数的整実数のうち、少なくとも1つの共役数がより小さな絶対値を持つ）である。

## ピゾ＝ヴィジャヤラガヴァン数との関係
知られている最小のサレム数は次のレーマー多項式（D・H・レーマーにちなんで命名された）
{\displaystyle P(x)=x^{10}+x^{9}-x^{7}-x^{6}-x^{5}-x^{4}-x^{3}+x+1}
の最大の実数根であり、およそ x = 1.17628 である。これは最小のサレム数で、かつ既約非円分多項式で最小のマーラー測度だろうと予想されている。
レーマー多項式はより短い十二次多項式
{\displaystyle Q(x)=x^{12}-x^{7}-x^{6}-x^{5}+1}
の因数であり、この多項式の12根はすべて関係式
{\displaystyle x^{630}-1={\frac {(x^{315}-1)(x^{210}-1)(x^{126}-1)^{2}(x^{90}-1)(x^{3}-1)^{3}(x^{2}-1)^{5}(x-1)^{3}}{(x^{35}-1)(x^{15}-1)^{2}(x^{14}-1)^{2}(x^{5}-1)^{6}\,x^{68}}}}
を満たす。
サレム数はピゾ＝ヴィジャヤラガヴァン数から構築できる。すなわち、後者のうち最小のものは三次多項式
{\displaystyle x^{3}-x-1}
の唯一の実数根（プラスチック数として知られる）であり、その値はおよそ 1.324718 である。これを用いて既知のうち最小のものを含む、いくらかの小さなサレム数の族を生成できる。一般的な方法はピゾ＝ヴィジャヤラガヴァン数の最小多項式 P(x) およびその相反多項式 P*(x) をとり、方程式
{\displaystyle x^{n}P(x)=\pm P^{*}(x)\,}
を境界より大きな整数 n について解くというものである。一辺を他方から引き、因数分解し、不要な項を無視すると特定のサレム数に対する最小多項式を得られる。例えば、上式の負の場合を用いると
{\displaystyle x^{n}(x^{3}-x-1)=-(x^{3}+x^{2}-1)}
となり、n = 8 として、次のように因数分解できる。
{\displaystyle (x-1)(x^{10}+x^{9}-x^{7}-x^{6}-x^{5}-x^{4}-x^{3}+x+1)=0}
ここで、十次式はレーマー多項式となっている。より高次元の n を用いることで、プラスチック数へ至る根を持つ族を得られる。これは次のように理解できる。両辺の n 乗根を取って
{\displaystyle x(x^{3}-x-1)^{1/n}=\pm (x^{3}+x^{2}-1)^{1/n}}
より、n が大きくなるにつれ、 x が x3 − x − 1 = 0 の解に近づく。もし正の場合を用いる場合、x は反対側からプラスチック数に近づく。2番目に小さいピゾ＝ヴィジャヤラガヴァン数の最小多項式を用いることで
{\displaystyle x^{n}(x^{4}-x^{3}-1)=-(x^{4}+x-1)}
が得られ、これは n = 7 の場合
{\displaystyle (x-1)(x^{10}-x^{6}-x^{5}-x^{4}+1)=0}
と因数分解できる。ここで、前述のものとは異なる十次式が得られ、これは根 x = 1.216391...（既知で5番目に小さなサレム数）を持つ。n が無限に近づくにつれ、この族は x4 − x3 − 1 = 0 のより大きな実数根に近づく傾向にある。